# L'Oudon
L'Oudon is een plaats en voormalige gemeente in het Franse departement Calvados in de regio Normandië). De gemeente telde 1329 inwoners (1999) en behoorde tot het arrondissement Lisieux. L'Oudon ligt in het zuidwesten van het Pays d'Auge.

## Geschiedenis
De gemeente L'Oudon werd gecreëerd in 1973 uit de fusie (een zogenaamde "fusion association" van tien gemeenten, namelijk Ammeville (171 inwoners in 1968), Berville (160 inwoners), Écots (95 inwoners), Notre-Dame-de-Fresnay (159 inwoners), Garnetot (89 inwoners), Grandmesnil (123 inwoners), Lieury (242 inwoners), Montpinçon (167 inwoners), Saint-Martin-de-Fresnay (169 inwoners) en Tôtes (125 inwoners). De Insee-code van de gemeente werd code 14624 van Saint-Martin-de-Fresnay, dat hoofdplaats van de fusiegemeente werd. De gemeente werd genoemd naar de Oudon, een rivier die door een aantal van de deelgemeenten stroomt.
Bij een besluit uit 1990 werd Tôtes de hoofdplaats en de oude Insee-code van Tôtes werd aan de gemeente L'Oudon toegekend.
De gemeente maakte deel uit van het kanton Saint-Pierre-sur-Dives tot dit op 22 maart 2015 werd opgeheven en de gemeenten werden opgenomen in het kanton Livarot. Op 1 januari 2017 fuseerde de gemeente met overige gemeenten van het voormalige kanton tot de commune nouvelle Saint-Pierre-en-Auge. Hierbij verloren de 10 deelgemeenten van L'Oudon de status van communes associées. 

## Geografie
De oppervlakte van L'Oudon bedraagt 54,84 km², waarmee de gemeente de meest uitgestrekte van het departement Calvados is. De bevolkingsdichtheid is 24 inwoners per km².
De onderstaande kaart toont de ligging van L'Oudon met de belangrijkste infrastructuur en aangrenzende gemeenten.

## Demografie
Onderstaande figuur toont het verloop van het inwonertal (bron: INSEE-tellingen).

Vanwege een beveiligingsprobleem met de MediaWiki Graph-software is het momenteel niet mogelijk deze grafiek weer te geven. Zodra de software is bijgewerkt zal de grafiek vanzelf weer zichtbaar worden.
Lijst van Franse gemeenten · Arrondissement Lisieux · Calvados · Normandië